# Bending Spoons
Bending Spoons SpA — итальянский разработчик мобильных приложений, основанный в 2013 году и базирующийся в Милане. Компания известна мобильными приложениями для iOS, включая Splice, 30 Day Fitness, Live Quiz и Remini. В ноябре 2022 года компания приобрела Evernote. Bending Spoons — один из ведущих мировых разработчиков мобильных приложений по количеству загрузок приложений. 17 апреля 2020 года правительство Италии опубликовало на своём веб-сайте заявление, в котором сообщалось, что компания Bending Spoons была выбрана для проектирования и разработки официального итальянского приложения для отслеживания контактов COVID-19, Immuni. Bending Spoons бесплатно предоставила правительству бессрочную и безотзывную лицензию на Immuni. Приложение было выпущено 1 июня 2020 года. Сначала оно было выпущено в четырёх регионах, а затем по всей стране.

## Immuni
Immuni — официальное итальянское приложение для отслеживания контактов в борьбе с пандемией COVID-19. Компания Bending Spoons спроектировала и разработала Immuni под руководством Специального уполномоченного по чрезвычайным ситуациям с COVID-19 Министерства здравоохранения и Министра технологических инноваций. Bending Spoons бесплатно предоставила правительству бессрочную и безотзывную лицензию на Immuni. О проекте Immuni было объявлено в пресс-релизе на веб-сайте правительства Италии 17 апреля 2020 г.
Благодаря Immuni Италия стала одной из первой крупной европейской страной, запустившей приложение для отслеживания контактов, которое было загружено 2,2 миллиона раз за первые десять дней с момента запуска в App Store и Google Play Store 1 июня 2020 года.